# Kopparbältet
Kopparbältet (engelska: Copperbelt) kallas ett område som sträcker sig genom Zambias provins Copperbelt och till trakterna av Lubumbashi i östra Katanga i Kongo-Kinshasa. Området är synnerligen rikt på koppar och här ligger en stor del av de zambiska koppargruvorna.